# Хама (Тирингија)
Хама (њем. Hamma) је дио града Херинген/Хелме у њемачкој савезној држави Тирингија. До 2010 је био општина у округу Нордхаузен. Посједује регионалну шифру (AGS) 16062015.

## Географски и демографски подаци
Мјесто се налази на надморској висини од 190 метара. Површина износи 5,8 km². У самом мјесту је, према процјени из 2010. године, живјело 302 становника. Просјечна густина становништва износи 52 становника/km².

## Међународна сарадња
| Мјесто            | Држава   | Врста сарадње | Од    |
| ----------------- | -------- | ------------- | ----- |
| Балатонмаријафирд | Мађарска | партнерство   | 2004. |
|                   | Пољска   | партнерство   | 1984. |
| Извор             |          |               |       |